# Parabasalia
Die Parabasalia sind eine Gruppe von Protisten innerhalb der Excavata.

## Merkmale
Bei den Parabasalia konnte belegt werden, dass sie früher Mitochondrien besessen haben, die sie nachträglich wieder verloren haben, deshalb haben sie einen anaeroben Stoffwechsel. Typisch für die Untergruppe der Trichomonaden sind sogenannte Hydrogenosomen, Zellorganellen, die anstatt der Mitochondrien der Energiegewinnung dienen.

## Lebeweisen
Parabasalia findet man nur in Gemeinschaft mit Tieren, entweder als Krankheitserreger, als Symbionten oder ohne merklichen Einfluss auf den Wirt. Trichomonas vaginalis verursacht eine verbreitete sexuell übertragene Krankheit beim Menschen. Andere Arten von Trichomonas leben unauffällig im menschlichen Mund. Eine Reihe verschiedener Parabasalia kommen in Termiten vor, wo sie zum Zelluloseabbau beitragen, so dass Termiten Holz verdauen können.

## Systematik
Zu den Parabasalia zählen nach Adl et al. folgende Gruppen:
- Trichomonadea, hierher gehören:
  - Trichomonaden
  - Mixotricha paradoxa
- Hypotrichomonadea
- Tritrichomonadea
- Cristamonadea
- Trichonymphea
- Spirotrichonymphea